# Friedhof (Rot)
Der Friedhof von Rot, einem Teilort der Gemeinde St. Leon-Rot im Rhein-Neckar-Kreis in Baden-Württemberg, wurde 1877 angelegt.

## Geschichte
Der ursprüngliche Friedhof des Ortes befand sich um die Kirche St. Mauritius. Diese war zu Beginn des 19. Jahrhunderts zu klein geworden, so dass man ihr Langhaus nach drei Seiten erweiterte und dafür auch den alten Friedhof aufgab. Als Ersatz schuf man 1813 auf der gegenüberliegenden Straßenseite (im Bereich des heutigen Schulhofs der alten Schule, wo heute ein Steinkreuz die Stelle markiert) einen neuen Friedhof. Dieser war jedoch viel zu klein dimensioniert und lag dicht an der Bebauung des Ortes. 1876 bemängelte der großherzogliche Bezirksarzt einen großen Mißstand: Die Gräber waren überbelegt und neue Bestattungen wurden oftmals über den alten Särgen in einer Tiefe von kaum mehr einem Meter vorgenommen. Verwesungsgeruch drang in die umliegenden Höfe. Das Bezirksamt ordnete umgehend die Anlage eines neuen Friedhofs an. 
Die Gemeinde erschloss daraufhin, etwa 500 Meter östlich außerhalb des Ortes im Gewann Mittelfeld 1877 den heutigen Friedhof. Die Lage des Friedhofs erschien dem Bezirksamt bei einer Visitation 1878 nun aber zu weit außerhalb des Ortes, so dass untersucht wurde, wie lange Leichenträger vom nächsten und vom entferntesten Punkt des Ortes zum Friedhof benötigten (10 bzw. 25 Minuten). Aus gesundheitlichen Gründen ordnete das Bezirksamt danach auch noch die Anschaffung eines Leichenwagens an.
Nach dem Zweiten Weltkrieg erhielt der Friedhof einen Ehrenhof für die Gefallenen beider Weltkriege. 1969 wurde eine Friedhofskapelle errichtet.